# Michèle Rohrbach
Michèle Rohrbach (28 de diciembre de 1974) es una deportista suiza que compitió en esquí acrobático, especialista en la prueba de salto aéreo.
Ganó dos medallas de plata en el Campeonato Mundial de Esquí Acrobático, en los años 1997 y 2001.

## Medallero internacional
| Campeonato Mundial | Campeonato Mundial | Campeonato Mundial | Campeonato Mundial |
| Año                | Lugar              | Medalla            | Competición        |
| ------------------ | ------------------ | ------------------ | ------------------ |
| 1997               | Nagano (Japón)     | Medalla de plata   | Salto aéreo        |
| 2001               | Whistler (Canadá)  | Medalla de plata   | Salto aéreo        |